# برينزولاميد
برينزولاميد (Brinzolamide)، يُباع تحت الاسم التجاري أزوبت (Azopt) من بين أسماء أخرى، وهو دواء يُستخدم لعلاج الجلوكوما (المياه الزرقاء)، وتحديدًا الجلوكوما مفتوحة الزاوية. غالبًا ما يُستخدم مع حاصرات بيتا أو نظائر البروستاغلاندين. ويُستخدم كـقطرة عين.
تشمل الآثار الجانبية الشائعة طعمًا مرًا في الفم ورؤية ضبابية مؤقتة. ويعدّ أمان استخدامه أثناء الحمل غير واضح. حيث يعدّ مكونًا من مثبط الأنهيدراز الكربوني، ما يقلّل من إنتاج الخلط المائي.تمت الموافقة على استخدام برينزولاميد طبيًا في الولايات المتحدة عام 1998، وفي أوروبا عام 2000. تمت الموافقة على النسخ المكافئة (الجنيسة) عام 2020. في المملكة المتحدة، تُكلّف عبوة 5 مل من خدمة الصحة الوطنية NHS حوالي 3 جنيهات إسترلينية، وكان ذلك اعتبارًا من عام 2021. تبلغ تكلفة هذه الكمية في الولايات المتحدة حوالي 47 دولارًا أمريكيًا.

## الاستخدامات الطبية
يُستخدم لعلاج الجلوكوما مفتوحة الزاوية وارتفاع ضغط العين الداخلي الناتج إما عن زيادة إنتاج الخلط المائي أو عدم كفاية تصريفه عبر الشبكة التربيقية.

### الجرعة
يُستخدم كقطرة واحدة 3 مرات في اليوم.

## الآثار الجانبية
- شائعة، لكنها خفيفة: رؤية ضبابية، وطعم مر أو حامض أو غير معتاد في الفم، وحكة، وألم، والدماع أو جفاف في العينين، وشعور بوجود شيء ما في العين، وصداع، وسيلان الأنف.
- نادرة لكن خطيرة: ضربات قلب سريعة أو غير منتظمة، وإغماء، وطفح جلدي، والشرى أو الحكة، وتهيج شديد في العين، واحمرار أو تورم، وتورم في الوجه أو الشفتين أو الحلق، ولهثة أو صعوبة في التنفس.

### الاحتياطات
- فرط الحساسية تجاه السلفوناميدات الأخرى.
- الجلوكوما مغلقة الزاوية الحادة.
- الإعطاء المتزامن لمثبطات الأنهيدراز الكربوني الفموية.
- وجود مرض كلى مزمن متوسط إلى شديد أو مرض في الكبد.

## الديناميكا الدوائية
يقلل تثبيط الأنهيدراز الكربوني في النواتئ الهدبية للعين من إفراز الخلط المائي، وبالتالي يخفض الضغط داخل المقلة في الحجرة الأمامية، يُفترض أن ذلك يتم عن طريق تقليل معدل تكوين أيونات البيكربونات مع ما يترتب على ذلك من انخفاض في نقل الصوديوم والسوائل، وقد يخفف ذلك من آثار الجلوكوما مفتوحة الزاوية.

## الحركية الدوائية

### الامتصاص
التكرار الموصى به للتطبيق الموضعي هو مرتان في اليوم. بعد التقطير في العين، يُمتص المعلق جهازياً إلى حد ما، ومع ذلك، تكون تراكيزه في البلازما منخفضة وعادة ما تكون أقل من حدود الكشف (أقل من 10 نانوغرام/مل) بسبب الارتباط الواسع بالأنسجة وكريات الدم الحمراء. يعدّ تناوله عن طريق الفم أقل تفضيلاً بسبب الامتصاص المتغير من الغشاء المخاطي للمعدة وزيادة الآثار الجانبية مقارنة بالإعطاء العيني.

### التوزيع
يرتبط المركب جيدًا بالبروتين (60%)، لكنه يلتصق بشكل كبير بكريات الدم الحمراء المحتوية على الأنهيدراز الكربوني. بسبب وفرة كريات الدم الحمراء سهلة الارتباط والحد الأدنى من الاستقلاب المعروف، فإن نصف عمر البرينزولاميد في الدم الكامل طويل جدًا (111 يومًا).

### الاستقلاب
في حين لم يتم تحديد مواقع الاستقلاب النهائية بشكل قاطع، إلا أن هناك العديد من المستقلَبات الجديرة بالملاحظة. ن-ديسيثيل برينزولاميد هو مستقلَب نشط للمركب الأصلي، وبالتالي يظهر نشاطًا تثبيطيًا للأنهيدراز الكربوني (إلى حد كبير الأنهيدراز الكربوني-I، عند وجود برينزولاميد) ويتراكم أيضًا في كريات الدم الحمراء. ومع ذلك، فإن مستقلَبات البرينزولاميد الأخرى المعروفة (ن-ديسميثوكسي بروبيل برينزولاميد و و-ديسميثيل برينزولاميد) إما ليس لها نشاط أو أن نشاطها غير معروف حاليًا.

### الإطراح
يُطرح برينزولاميد بشكل أساسي دون تغيير (60%) في البول، على الرغم من أن معدل التصفية الكلوية لم يتم تحديده بشكل قاطع. يُوجد ن-ديسيثيل برينزولاميد أيضًا في البول مع تراكيز أقل من المستقلَبات غير النشطة، ون-ديسميثوكسي بروبيل برينزولاميد وو-ديسميثيل برينزولاميد، لكن لم تُحدّد مستويات دقيقة بشكل قاطع.

## الكيمياء
برينزولاميد هو مثبط للأنهيدراز الكربوني (تحديدًا، الأنهيدراز الكربوني II). يوجد الأنهيدراز الكربوني بشكل أساسي في كريات الدم الحمراء (ولكن أيضًا في أنسجة أخرى بما في ذلك العين). ويوجد على شكل عدد من الإنزيمات النظيرة (الأيزوإنزيمات)، وأكثرها نشاطًا هو الأنهيدراز الكربوني II (CA-II).

## التوليفات (المشاركات الدوائية)

### التوليفة مع تيمولول
تُسوَّق التوليفة بين برينزولاميد وتيمولول تحت الاسم التجاري أزارجا (Azarga). وقد تكون هذه التوليفة أكثر فعالية من أيٍّ من الدوائين بشكل منفرد.

### التوليفة مع بريمونيدين
تُسوَّق التوليفة بين برينزولاميد وبريمونيدين تحت الاسم التجاري سيمبرينزا (Simbrinza). وقد تكون هذه التوليفة أكثر فعالية من أي من الدوائين بشكل منفرد.

## روابط خارجية
قالب:Drug resources
قالب:مستحضرات علاج الجلوكوما والميوتيات
قالب:RTT